# Copa Libertadores 2002
Die Copa Libertadores 2002, aufgrund des Sponsorings des Autoherstellers Toyota auch Copa Toyota Libertadores, war die 43. Auflage des wichtigsten südamerikanischen Fußballwettbewerbs für Vereinsmannschaften. Es nahmen 32 Mannschaften teil, wobei die Anzahl der Teilnehmer je nach Rang des Landes in der CONMEBOL-Rangliste ermittelt wurde, sowie zwei Vertreter aus Mexiko und Venezuela, die in der Qualifikation zwei verbleibende Plätze ermittelten. Das Teilnehmerfeld komplettierte Titelverteidiger Boca Juniors. Das Turnier begann am 5. Februar und endete am 31. Juli 2002 mit dem Final-Rückspiel. Der paraguayische Vertreter Club Olimpia gewann das Finale gegen AD São Caetano und damit zum dritten Mal die Copa Libertadores.

## Qualifikation
| Pl. | Verein           | Sp. | S | U | N | Tore    | Diff. | Punkte |
| --- | ---------------- | --- | - | - | - | ------- | ----- | ------ |
| 1.  | Club América     | 6   | 4 | 1 | 1 | 015:500 | +10   | 13     |
| 2.  | Monarcas Morelia | 6   | 3 | 0 | 3 | 009:800 | +1    | 09     |
| 3.  | FC Caracas       | 6   | 2 | 1 | 3 | 007:700 | ±0    | 07     |
| 4.  | Trujillanos FC   | 6   | 2 | 0 | 4 | 004:150 | −11   | 06     |

|                  |   |                  | Hinspiel | Rückspiel |
| ---------------- | - | ---------------- | -------- | --------- |
| Trujillanos FC   | - | FC Caracas       | 1:0      | 0:3       |
| Monarcas Morelia | - | Club América     | 1:3      | 0:2       |
| Trujillanos FC   | - | Monarcas Morelia | 0:1      | 0:3       |
| FC Caracas       | - | Monarcas Morelia | 3:1      | 0:3       |
| Trujillanos FC   | - | Club América     | 2:1      | 1:7       |
| FC Caracas       | - | Club América     | 1:1      | 0:1       |

## Gruppenphase

### Gruppe 1
| Pl. | Verein             | Sp. | S | U | N | Tore    | Diff. | Punkte |
| --- | ------------------ | --- | - | - | - | ------- | ----- | ------ |
| 1.  | AD São Caetano     | 6   | 4 | 0 | 2 | 014:400 | +10   | 12     |
| 2.  | CD Cobreloa        | 6   | 4 | 0 | 2 | 012:800 | +4    | 12     |
| 3.  | Club Cerro Porteño | 6   | 3 | 1 | 2 | 007:600 | +1    | 10     |
| 4.  | Alianza Lima       | 6   | 0 | 1 | 5 | 001:160 | −15   | 01     |

|                    |   |                    | Hinspiel | Rückspiel |
| ------------------ | - | ------------------ | -------- | --------- |
| Alianza Lima       | - | Club Cerro Porteño | 0:0      | 0:2       |
| CD Cobreloa        | - | São Caetano        | 2:1      | 0:3       |
| São Caetano        | - | Alianza Lima       | 4:0      | 3:0       |
| Club Cerro Porteño | - | CD Cobreloa        | 3:0      | 0:3       |
| CD Cobreloa        | - | Alianza Lima       | 5:0      | 2:1       |
| Club Cerro Porteño | - | São Caetano        | 1:3      | 1:0       |

### Gruppe 2
| Pl. | Verein              | Sp. | S | U | N | Tore    | Diff. | Punkte |
| --- | ------------------- | --- | - | - | - | ------- | ----- | ------ |
| 1.  | Grêmio Porto Alegre | 6   | 4 | 0 | 2 | 011:700 | +4    | 12     |
| 2.  | Ciencieno del Cuzco | 6   | 3 | 0 | 3 | 008:700 | +1    | 09     |
| 3.  | Club 12 de Octubre  | 6   | 3 | 0 | 3 | 005:700 | −2    | 09     |
| 4.  | Oriente Petrolero   | 6   | 2 | 0 | 4 | 010:130 | −3    | 06     |

|                     |   |                     | Hinspiel | Rückspiel |
| ------------------- | - | ------------------- | -------- | --------- |
| Oriente Petrolero   | - | Grêmio Porto Alegre | 2:4      | 2:3       |
| Cienciano del Cuzco | - | 12 de Octubre       | 3:0      | 0:1       |
| Oriente Petrolero   | - | Cienciano del Cuzco | 3:1      | 0:2       |
| 12 de Octubre       | - | Oriente Petrolero   | 3:2      | 0:1       |
| Grêmio Porto Alegre | - | Cienciano del Cuzco | 2:0      | 1:2       |
| Grêmio Porto Alegre | - | 12 de Octubre       | 1:0      | 0:1       |

### Gruppe 3
| Pl. | Verein                               | Sp. | S | U | N | Tore    | Diff. | Punkte |
| --- | ------------------------------------ | --- | - | - | - | ------- | ----- | ------ |
| 1.  | Peñarol Montevideo                   | 6   | 4 | 0 | 2 | 011:700 | +4    | 12     |
| 2.  | CD El Nacional                       | 6   | 4 | 0 | 2 | 010:600 | +4    | 12     |
| 3.  | Club Atlético San Lorenzo de Almagro | 6   | 2 | 0 | 4 | 006:800 | −2    | 06     |
| 4.  | Real Potosí                          | 6   | 2 | 0 | 4 | 010:160 | −6    | 06     |

|                                      |   |                                      | Hinspiel | Rückspiel |
| ------------------------------------ | - | ------------------------------------ | -------- | --------- |
| Real Potosí                          | - | Club Atlético San Lorenzo de Almagro | 1:0      | 1:5       |
| CD El Nacional                       | - | Peñarol Montevideo                   | 1:0      | 0:3       |
| Peñarol Montevideo                   | - | Real Potosí                          | 4:0      | 1:6       |
| Club Atlético San Lorenzo de Almagro | - | CD El Nacional                       | 1:0      | 0:3       |
| Real Potosí                          | - | CD El Nacional                       | 2:4      | 0:2       |
| Peñarol Montevideo                   | - | Club Atlético San Lorenzo de Almagro | 1:0      | 2:0       |

### Gruppe 4
| Pl. | Verein               | Sp. | S | U | N | Tore    | Diff. | Punkte |
| --- | -------------------- | --- | - | - | - | ------- | ----- | ------ |
| 1.  | América de Cali      | 6   | 3 | 2 | 1 | 010:300 | +7    | 11     |
| 2.  | CD Olmedo            | 6   | 3 | 0 | 3 | 007:700 | ±0    | 09     |
| 3.  | Club Bolívar         | 6   | 2 | 2 | 2 | 011:130 | −2    | 08     |
| 4.  | Athletico Paranaense | 6   | 1 | 2 | 3 | 010:150 | −5    | 05     |

|                      |   |                      | Hinspiel | Rückspiel |
| -------------------- | - | -------------------- | -------- | --------- |
| Athletico Paranaense | - | Club Bolívar         | 1:2      | 5:5       |
| América de Cali      | - | CD Olmedo            | 1:0      | 0:1       |
| CD Olmedo            | - | Athletico Paranaense | 2:1      | 0:2       |
| Club Bolívar         | - | América de Cali      | 1:1      | 0:2       |
| Athletico Paranaense | - | América de Cali      | 1:1      | 0:5       |
| CD Olmedo            | - | Club Bolívar         | 4:1      | 0:2       |

### Gruppe 5
| Pl. | Verein              | Sp. | S | U | N | Tore    | Diff. | Punkte |
| --- | ------------------- | --- | - | - | - | ------- | ----- | ------ |
| 1.  | Monarcas Morelia    | 6   | 4 | 2 | 0 | 015:700 | +8    | 14     |
| 2.  | Nacional Montevideo | 6   | 3 | 2 | 1 | 013:120 | +1    | 11     |
| 3.  | CA Vélez Sársfield  | 6   | 2 | 2 | 2 | 008:800 | ±0    | 08     |
| 4.  | Sporting Cristal    | 6   | 0 | 0 | 6 | 005:140 | −9    | 0      |

|                     |   |                     | Hinspiel | Rückspiel |
| ------------------- | - | ------------------- | -------- | --------- |
| Monarcas Morelia    | - | CA Vélez Sársfield  | 0:0      | 3:2       |
| Sporting Cristal    | - | Nacional Montevideo | 3:4      | 0:1       |
| Nacional Montevideo | - | Monarcas Morelia    | 3:3      | 2:4       |
| CA Vélez Sársfield  | - | Sporting Cristal    | 1:0      | 3:2       |
| Nacional Montevideo | - | CA Vélez Sársfield  | 2:2      | 1:0       |
| Monarcas Morelia    | - | Sporting Cristal    | 4:0      | 1:0       |

### Gruppe 6
| Pl. | Verein               | Sp. | S | U | N | Tore    | Diff. | Punkte |
| --- | -------------------- | --- | - | - | - | ------- | ----- | ------ |
| 1.  | Boca Juniors         | 6   | 4 | 1 | 1 | 007:200 | +5    | 13     |
| 2.  | Montevideo Wanderers | 6   | 3 | 1 | 2 | 008:700 | +1    | 10     |
| 3.  | Santiago Wanderers   | 6   | 2 | 3 | 1 | 006:600 | ±0    | 09     |
| 4.  | Emelec Guayaquil     | 6   | 0 | 1 | 5 | 004:100 | −6    | 01     |

|                      |   |                      | Hinspiel | Rückspiel |
| -------------------- | - | -------------------- | -------- | --------- |
| Montevideo Wanderers | - | Emelec Guayaquil     | 3:1      | 1:0       |
| Boca Juniors         | - | Santiago Wanderers   | 0:0      | 0:1       |
| Santiago Wanderers   | - | Montevideo Wanderers | 1:1      | 1:3       |
| Emelec Guayaquil     | - | Boca Juniors         | 1:2      | 0:1       |
| Boca Juniors         | - | Montevideo Wanderers | 2:0      | 2:0       |
| Emelec Guayaquil     | - | Santiago Wanderers   | 1:1      | 1:2       |

### Gruppe 7
| Pl. | Verein                 | Sp. | S | U | N | Tore    | Diff. | Punkte |
| --- | ---------------------- | --- | - | - | - | ------- | ----- | ------ |
| 1.  | Club América           | 6   | 5 | 1 | 0 | 009:200 | +7    | 16     |
| 2.  | River Plate            | 6   | 2 | 3 | 1 | 008:400 | +4    | 09     |
| 3.  | Club Atlético Talleres | 6   | 1 | 2 | 3 | 005:900 | −4    | 05     |
| 4.  | Cortuluá               | 6   | 1 | 0 | 5 | 009:160 | −7    | 03     |

|                        |   |                        | Hinspiel | Rückspiel |
| ---------------------- | - | ---------------------- | -------- | --------- |
| Club América           | - | Club Atlético Talleres | 2:0      | 1:0       |
| River Plate            | - | Club Atlético Talleres | 0:0      | 1:1       |
| Cortuluá               | - | Club América           | 0:2      | 2:3       |
| Club Atlético Talleres | - | Cortuluá               | 2:1      | 2:4       |
| River Plate            | - | Club América           | 0:1      | 0:0       |
| River Plate            | - | Cortuluá               | 2:0      | 5:2       |

### Gruppe 8
| Pl. | Verein                  | Sp. | S | U | N | Tore    | Diff. | Punkte |
| --- | ----------------------- | --- | - | - | - | ------- | ----- | ------ |
| 1.  | Club Olimpia            | 6   | 3 | 2 | 1 | 008:500 | +3    | 11     |
| 2.  | CD Universidad Católica | 6   | 3 | 1 | 2 | 009:800 | +1    | 10     |
| 3.  | Once Caldas             | 6   | 3 | 0 | 3 | 010:110 | −1    | 09     |
| 4.  | Flamengo Rio de Janeiro | 6   | 1 | 1 | 4 | 006:900 | −3    | 04     |

|                         |   |                         | Hinspiel | Rückspiel |
| ----------------------- | - | ----------------------- | -------- | --------- |
| Once Caldas             | - | Flamengo Rio de Janeiro | 1:0      | 1:4       |
| Flamengo Rio de Janeiro | - | CD Universidad Católica | 1:3      | 1:2       |
| Club Olimpia            | - | Once Caldas             | 3:2      | 1:2       |
| CD Universidad Católica | - | Club Olimpia            | 0:1      | 1:1       |
| Once Caldas             | - | CD Universidad Católica | 3:0      | 1:3       |
| Flamengo Rio de Janeiro | - | Club Olimpia            | 0:0      | 0:2       |

## Achtelfinale
|                         | Gesamt          |                     | Hinspiel | Rückspiel |
| ----------------------- | --------------- | ------------------- | -------- | --------- |
| CD Universidad Católica | 2:2 (2:4 i. E.) | AD São Caetano      | 1:1      | 1:1       |
| River Plate             | 1:6             | Grêmio Porto Alegre | 1:2      | 0:4       |
| Montevideo Wanderers    | 4:4 (0:3 i. E.) | Peñarol Montevideo  | 2:2      | 2:2       |
| Nacional Montevideo     | 1:0             | América de Cali     | 1:0      | 0:0       |
| CD Olmedo               | 2:8             | Monarcas Morelia    | 0:5      | 2:3       |
| CD El Nacional          | 0:2             | Boca Juniors        | 0:0      | 0:2       |
| Ciencieno del Cuzco     | 1:5             | Club América        | 0:1      | 1:4       |
| CD Cobreloa             | 2:6             | Club Olimpia        | 1:2      | 1:4       |

## Viertelfinale
|                     | Gesamt          |                     | Hinspiel | Rückspiel |
| ------------------- | --------------- | ------------------- | -------- | --------- |
| Peñarol Montevideo  | 2:2 (1:3 i. E.) | AD São Caetano      | 1:0      | 1:2       |
| Grêmio Porto Alegre | 2:1             | Nacional Montevideo | 1:0      | 1:1       |
| Monarcas Morelia    | 2:4             | Club América        | 1:2      | 1:2       |
| Boca Juniors        | 1:2             | Club Olimpia        | 1:1      | 0:1       |

## Halbfinale
|                | Gesamt          |                     | Hinspiel | Rückspiel |
| -------------- | --------------- | ------------------- | -------- | --------- |
| AD São Caetano | 3:1             | Club América        | 2:0      | 1:1       |
| Club Olimpia   | 4:4 (5:4 i. E.) | Grêmio Porto Alegre | 3:2      | 0:1       |

## Finale

### Hinspiel
| Club Olimpia                                                       | Club Olimpia | AD São Caetano | AD São Caetano |
| ------------------------------------------------------------------ | --- | --- | -------------- |
| Club Olimpia                                                       | \| 24. Juli 2002 in Asunción, Paraguay (Estadio Defensores del Chaco) \| \| Ergebnis: 0:1 (0:0) \| \| Zuschauer: 40.000 \| \| Schiedsrichter: Horacio Elizondo ( Argentinien) \|                                                                                             | \| 24. Juli 2002 in Asunción, Paraguay (Estadio Defensores del Chaco) \| \| Ergebnis: 0:1 (0:0) \| \| Zuschauer: 40.000 \| \| Schiedsrichter: Horacio Elizondo ( Argentinien) \|              | AD São Caetano |
| Club Olimpia                                                       | Ricardo Tavarelli – Néstor Isasi (65. Virginio Cáceres), Nelson Zelaya, Julio César Cáceres, Henrique Da Silva – Sergio Órteman, Julio César Enciso, Juan Carlos Franco, Gastón Córdoba – Richart Báez (60. Mauro Caballero), Miguel Ángel Benítez Cheftrainer: Nery Pumpido | Silvio Luiz – Russo, Daniel, Dininho, Rubens Cardoso – Aílton Delfino (64. Marlon), Marcos Senna, Adãozinho, Anaílson (79. Wágner) – Robert (61. Serginho), Somália Cheftrainer: Jair Picerni | AD São Caetano |
| Club Olimpia                                                       | 0:1 Aílton Delfino (61.) | | AD São Caetano |
| 24. Juli 2002 in Asunción, Paraguay (Estadio Defensores del Chaco) | | |                |
| Ergebnis: 0:1 (0:0)                                                | | |                |
| Zuschauer: 40.000                                                  | | |                |
| Schiedsrichter: Horacio Elizondo ( Argentinien)                    | | |                |

### Rückspiel
| AD São Caetano                                              | AD São Caetano | Club Olimpia | Club Olimpia |
| ----------------------------------------------------------- | --- | --- | ------------ |
| AD São Caetano                                              | \| 31. Juli 2002 in São Paulo, Brasilien (Estádio do Pacaembu) \| \| Ergebnis: 1:2 n. V. (1:2, 1:0), 2:4 i. E. \| \| Zuschauer: 55.000 \| \| Schiedsrichter: Óscar Ruiz ( Kolumbien) \|       | \| 31. Juli 2002 in São Paulo, Brasilien (Estádio do Pacaembu) \| \| Ergebnis: 1:2 n. V. (1:2, 1:0), 2:4 i. E. \| \| Zuschauer: 55.000 \| \| Schiedsrichter: Óscar Ruiz ( Kolumbien) \| | Club Olimpia |
| AD São Caetano                                              | Silvio Luiz – Russo, Daniel, Dininho, Rubens Cardoso – Marcos Senna, Adãozinho, Aílton Delfino (78. Wágner), Robert (60. Serginho) – Anaílson (90. Marlon), Somália Cheftrainer: Jair Picerni | Ricardo Tavarelli – Néstor Isasi, Nelson Zelaya, Julio César Cáceres, Henrique Da Silva – Julio César Enciso, Víctor Quintana, Sergio Ortemán, Gastón Córdoba (73. Mauro Caballero) – Miguel Ángel Benítez (81. Juan Carlos Franco), Richart Báez (62. Rodrigo López) Cheftrainer: Nery Pumpido | Club Olimpia |
| AD São Caetano                                              | 1:0 Aílton Delfino (31.) | 1:1 Gastón Córdoba (49.) 1:2 Richart Báez (58.) | Club Olimpia |
| AD São Caetano                                              | Elfmeterschießen | | Club Olimpia |
| AD São Caetano                                              | 1:0 Adãozinho 2:1 Marcos Senna Marlon Serginho | 1:1 Julio César Enciso 2:2 Sergio Ortemán 2:3 Rodrigo López 2:4 Mauro Caballero | Club Olimpia |
| 31. Juli 2002 in São Paulo, Brasilien (Estádio do Pacaembu) | | |              |
| Ergebnis: 1:2 n. V. (1:2, 1:0), 2:4 i. E.                   | | |              |
| Zuschauer: 55.000                                           | | |              |
| Schiedsrichter: Óscar Ruiz ( Kolumbien)                     | | |              |